# بابلو بيرغر
بابلو بيرغر (بالإسبانية: Pablo Birger)‏ هو سائق فورمولا 1 أرجنتيني، ولد في 7 يناير 1924 في بوينس آيرس في الأرجنتين، وتوفي بنفس المكان في 9 مارس 1966 بسبب حادث مرور.